# Hall of Fame Tennis Championships 2014 - Qualificazioni singolare
Le qualificazioni del singolare  dell'Hall of Fame Tennis Championships 2014 sono state un torneo di tennis preliminare per accedere alla fase finale della manifestazione. I vincitori dell'ultimo turno sono entrati di diritto nel tabellone principale. In caso di ritiro di uno o più giocatori aventi diritto a questi sono subentrati i lucky loser, ossia i giocatori che hanno perso nell'ultimo turno ma che avevano una classifica più alta rispetto agli altri partecipanti che avevano comunque perso nel turno finale.

## Giocatori

### Teste di serie
1. Ante Pavić (qualificato)
2. Hiroki Moriya (ultimo turno)
3. Ruben Bemelmans (ultimo turno)
4. John-Patrick Smith (ultimo turno)

1. Wayne Odesnik (qualificato)
2. Austin Krajicek (qualificato)
3. James McGee (ultimo turno)
4. Luke Saville (qualificato)

### Wildcard
1. Sándor Noszály (primo turno)

### Qualificati
1. Ante Pavić
2. Luke Saville

1. Austin Krajicek
2. Wayne Odesnik

## Tabellone

### Legenda
| - Q = Qualificato - WC = Wild card - LL = Lucky loser | - ALT = Alternate - SE = Special Exempt - PR = Protected Ranking | - w/o = Walkover - r = Ritirato - d = Squalificato |

### Sezione 1
|  | Primo turno | Primo turno      | Primo turno | Primo turno | Primo turno |  |  | Ultimo turno | Ultimo turno | Ultimo turno | Ultimo turno | Ultimo turno |  |
|  |             |                  |             |             |             |  |  |              |              |              |              |              |  |
|  | 1           | Ante Pavić       | 6           | 6           |             |  |  |              |              |              |              |              |  |
|  |             | Frederik Nielsen | 3           | 2           |             |  |  | 1            | Ante Pavić   | 6            | 4            | 7            |  |
|  |             | Michael Venus    | 6           | 63          | 2           |  |  | 7            | James McGee  | 2            | 6            | 6            |  |
|  | 7           | James McGee      | 4           | 7           | 6           |  |  |              |              |              |              |              |  |

### Sezione 2
|  | Primo turno | Primo turno    | Primo turno | Primo turno | Primo turno |  |  | Ultimo turno | Ultimo turno  | Ultimo turno | Ultimo turno | Ultimo turno |  |
|  |             |                |             |             |             |  |  |              |               |              |              |              |  |
|  | 2           | Hiroki Moriya  | 6           | 6           |             |  |  |              |               |              |              |              |  |
|  |             | Divij Sharan   | 2           | 3           |             |  |  | 2            | Hiroki Moriya | 2            | 1            |              |  |
|  |             | Sarvar Ikramov | 0           | 0           |             |  |  | 8            | Luke Saville  | 6            | 6            |              |  |
|  | 8           | Luke Saville   | 6           | 6           |             |  |  |              |               |              |              |              |  |

### Sezione 3
|  | Primo turno | Primo turno              | Primo turno | Primo turno | Primo turno |  |  | Ultimo turno | Ultimo turno    | Ultimo turno | Ultimo turno | Ultimo turno |  |
|  |             |                          |             |             |             |  |  |              |                 |              |              |              |  |
|  | 3           | Ruben Bemelmans          | 68          | 6           | 6           |  |  |              |                 |              |              |              |  |
|  |             | Gerardo López Villaseñor | 7           | 3           | 1           |  |  | 3            | Ruben Bemelmans | 65           | 65           |              |  |
|  |             | Adrien Bossel            | 2           | 1           |             |  |  | 6            | Austin Krajicek | 7            | 7            |              |  |
|  | 6           | Austin Krajicek          | 6           | 6           |             |  |  |              |                 |              |              |              |  |

### Sezione 4
|  | Primo turno | Primo turno        | Primo turno | Primo turno | Primo turno |  |  | Secondo turno | Secondo turno      | Secondo turno | Secondo turno | Secondo turno |   |  | Ultimo turno | Ultimo turno       | Ultimo turno | Ultimo turno | Ultimo turno |  |
|  |             |                    |             |             |             |  |  |               |                    |               |               |               |   |  |              |                    |              |              |              |  |
|  |             |                    |             |             |             |  |  |               |                    |               |               |               |   |  |              |                    |              |              |              |  |
|  |             |                    |             |             |             |  |  | 4             | John-Patrick Smith | 7             | 6             |               |   |  |              |                    |              |              |              |  |
|  | WC          | Sándor Noszály     | 3           | 3           |             |  |  |               | Takanyi Garanganga | 6             | 4             |               |   |  |              |                    |              |              |              |  |
|  |             | Takanyi Garanganga | 6           | 6           |             |  |  |               |                    |               |               |               |   |  | 4            | John-Patrick Smith | 2            | 6            |              |  |
|  |             | Kevin King         | 6           | 6           |             |  |  |               |                    | 5             | Wayne Odesnik | 6             | 7 |  |              |                    |              |              |              |  |
|  |             | Jan Hernych        | 4           | 2           |             |  |  |               | Kevin King         | 6             | 3             | 2             |   |  |              |                    |              |              |              |  |
|  |             |                    |             |             |             |  |  | 5             | Wayne Odesnik      | 3             | 6             | 6             |   |  |              |                    |              |              |              |  |
|  |             |                    |             |             |             |  |  |               |                    |               |               |               |   |  |              |                    |              |              |              |  |